# The Cohens and Kellys in Trouble
The Cohens and Kellys in Trouble is een Amerikaanse filmkomedie uit 1933 en was het regiedebuut van George Stevens. Destijds werd de film in Nederland uitgebracht onder de titel Cohen en Kelly in moeilijkheden.

## Verhaal
De zakenman Nathan Cohen vaart mee met kapitein Patrick Kelly, die zestien jaar aan wal heeft doorgebracht. Als de dochter van Kelly verliefd wordt op een kustwachter, verbiedt hij haar om met hem te trouwen. Vervolgens ontmoet Kelly zijn ex-vrouw in een bar. Ze eist nu 1.200 dollar achterstallige alimentatie.

## Rolverdeling
| Acteur             | Personage              |
| ------------------ | ---------------------- |
| George Sidney      | Nathan Cohen           |
| Charles Murray     | Kapitein Patrick Kelly |
| Maureen O'Sullivan | Molly Kelly            |
| Frank Albertson    | Bob Graham             |
| Andy Devine        | Andy Anderson          |
| Jobyna Howland     | Queenie Truelove       |
| Maude Fulton       | Juffrouw Fern          |
| Henry Armetta      | Kapitein Silva         |